# Твёрдый раствор
Твёрдые растворы — фазы переменного состава, в которых атомы различных элементов расположены в общей кристаллической решётке.

## Классификация
Могут быть неупорядоченными (с хаотическим расположением атомов), частично или полностью упорядоченными. Экспериментально упорядоченность определяют, главным образом, рентгеноструктурным анализом.
Способность образовывать твёрдые растворы свойственна всем кристаллическим твёрдым телам. В большинстве случаев она ограничена узкими пределами концентраций, но известны системы с непрерывным рядом твёрдых растворов (например, Cu—Au, Ti—Zr, GaAs—GaP). По существу, все кристаллические вещества, считающиеся чистыми, представляют собой твёрдые растворы с очень малым содержанием примесей.
Различают три вида твёрдых растворов (растворяем компонент B в решётке растворителя A):
- типа замещения, когда атом растворенного элемента B заменяет атом растворителя A в его кристаллической решетке;
- типа внедрения, когда атом растворенного элемента B встраивается в межузельное пространство (пору) в кристаллической решетке растворителя A;
- типа вычитания, образующиеся на основе промежуточной фазы за счёт образования вакансии в одной из подрешёток растворителя. Например, растворение компонента A в соединении AB идёт за счёт образования вакансии в подрешётке из атомов B.

Согласно полуэмпирическим правилам Юм-Розери, непрерывный ряд твёрдых растворов замещения в металлических системах образуются лишь теми элементами, которые, во-первых, имеют близкие по размерам атомные радиусы (отличающиеся не более чем на 15 %) и, во-вторых, находятся не слишком далеко друг от друга в электрохимическом ряду напряжений. При этом элементы должны иметь один и тот же тип кристаллической решётки. В твёрдых растворах на основе полупроводников и диэлектриков, благодаря более «рыхлым» кристаллическим решёткам образование твёрдых растворов замещения возможно и при большем различии атомных радиусов.
Растворы внедрения образуются если атомы компонентов существенно различаются по размерам или электронной структуре, возможно внедрение атомов одного элемента в междоузлия решётки, образованной другим элементом. Подобные твёрдые растворы часто образуются при растворении неметаллов (B, H2, O2, N2, C) в металлах.
Твёрдые растворы вычитания, возникающие за счёт появления в кристаллической решётке вакантных узлов, образуются при растворении одного из компонентов в химическом соединении и характерны для нестехиометрических соединений.
Так как при образовании твёрдого раствора кристаллическая решётка растворителя заметно искажается, то его образование практически всегда сопровождается изменением периодов решетки. В общем случае, оно может быть непростым, но для грубых оценок этих изменений в материаловедении используют правило Вегарда, исходящее из предположения линейных изменений.
Природные минералы часто представляют собой твёрдые растворы (смотрите Изоморфизм в кристаллах). Образование твёрдых растворов при легировании элементов и соединений имеет большое значение в производстве сплавов, полупроводников, керамики, ферритов.
Твёрдые растворы — основа всех важнейших конструкционных и нержавеющих сталей, бронз, латуней, алюминиевых и магниевых сплавов высокой прочности. Свойства твёрдых растворов регулируют их составом, термической или термомеханической обработкой. Легированные полупроводники и многие сегнетоэлектрики, являющиеся основой современной твердотельной электроники, также являются твёрдыми растворами.
При распаде твёрдых растворов сплавы приобретают новые свойства. Наиболее ценными качествами обладают сплавы с очень тонкой неоднородностью — так называемые дисперсионно-твердеющие, или стареющие твёрдые растворы. Дисперсионное твердение может наблюдаться и при распаде твёрдых растворов на основе соединений, например, нестехиометрических шпинелей.

## Модель регулярного раствора
Для изучения свойств реальных твёрдых растворов может быть использована модель регулярного раствора.
Данная модель является более строгой по сравнению с моделью идеальных растворов.
В основе модели лежат следующие приближения:
1. Квазихимическое приближение. Согласно этому приближению, взаимодействие между атомами не зависит от состава раствора. Это приводит к тому, что длина связей также не зависит от состава. Несложно убедиться, что для такого случая объём смешения равен нулю и энтальпия смешения совпадает с внутренней энергией смешения. При расчете потенциальной части внутренней энергии, как правило, ограничиваются только ближайшими соседями.
2. Распределение атомов считается случайным. Взаимодействие между атомами считается малым и не может повлиять на их распределение. Поэтому конфигурационная энтропия регулярного раствора совпадает с таковой для идеального. Обоснованность этого приближения в реальных растворах увеличивается с ростом температуры.

Рассмотрим образование регулярного раствора на примере смешения двух образцов с атомами типа A и B. Потенциальная энергия образцов:
{\displaystyle E=P_{AA}E_{AA}+P_{BB}E_{BB}},
где {\displaystyle P_{AA},E_{AA}} — количество связей между атомами и их энергия в образце A.
После смешивания:
{\displaystyle E=P_{AA}E_{AA}+P_{BB}E_{BB}+P_{AB}E_{AB}}
Если {\displaystyle z} — координационное число, то для количеств связей можно записать следующие выражения:
{\displaystyle P_{AA}=(zN_{A}-P_{AB})/2,P_{BB}=(zN_{B}-P_{AB})/2,}
где {\displaystyle N_{A}} — число атомов типа A.
После подстановки получаем для E:
{\displaystyle E=zN_{A}E_{AA}/2+zN_{B}E_{BB}/2+P_{AB}(E_{AB}-(E_{AA}+E_{BB})/2)},
где последнее слагаемое описывает изменение энергии при смешении.
Используя тот факт, что атомы в растворе распределены случайно, найдем {\displaystyle P_{AB}}. Каждый атом B имеет {\displaystyle z} соседей. Среднее количество атомов A вокруг атома B должно быть пропорционально концентрации атомов A в системе.
Тогда имеем:
{\displaystyle n=zX_{A}}
Количество связей A-B:
{\displaystyle P_{AB}=nN_{B}=zX_{A}N_{B}=zNX_{A}X_{B}},
где {\displaystyle N=N_{A}+N_{B}}.
Наконец, имеем выражение для потенциальной энергии смешения регулярного раствора:
{\displaystyle \Delta E=(E_{AB}-zN(E_{AB}-(E_{AA}+E_{BB})/2X_{A}X_{B})}